# Kerfot
Kerfot (bretonisch: Kerfod) ist eine französische Gemeinde mit 634 Einwohnern  (Stand: 1. Januar 2022) im Département Côtes-d’Armor in der Region Bretagne. Die Bewohner werden Kerfotais und Kerfotaises genannt.

## Geographie
Umgeben wird Kerfot von der Gemeinde Paimpol im Norden, von Plouézec im Osten, von Yvias im Südwesten und von Plourivo im Nordwesten.

## Bevölkerungsentwicklung
| 1962 | 1968 | 1975 | 1982 | 1990 | 1999 | 2008 | 2012 | 2020 |
| 483  | 465  | 466  | 612  | 617  | 590  | 611  | 684  | 655  |

## Sehenswürdigkeiten

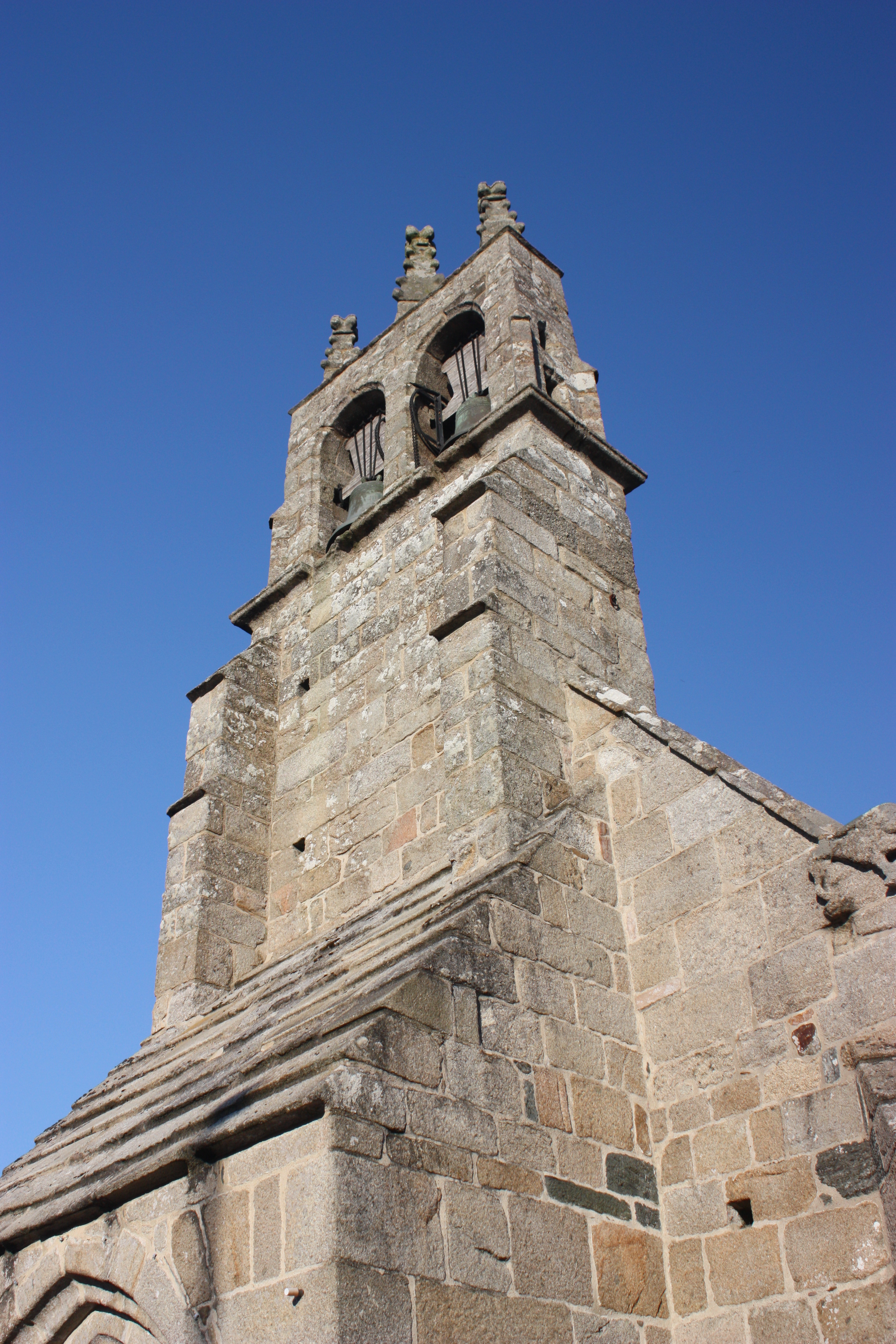
Kirche Notre-Dame

- Kirche Notre-Dame aus dem 16. Jahrhundert (Kirchturm seit 1925 als Monument historique eingeschrieben)[2]
- Kapelle Saint-Yves, erbaut 1868
- Schloss Correc, heute verschwunden